# Международный аэропорт имени сэра Сивусагура Рамгулама
Международный аэропорт имени сэра Сивусагура Рамгулама (ИАТА: MRU, ИКАО: FIMP) расположен в 47 км к юго-востоку от Порт-Луи (по автодороге; по прямой 35,5 км). Это единственный международный аэропорт на Маврикии. Аэропорт назван в честь сэра Сивусагура Рамгулама, первого премьер-министра Маврикия. Аэропорт находится около города Маэбур.
В конце 2013 года в аэропорту был открыт терминал D, в котором был реализован проект использования светодиодного освещения. Для зоны Duty Free необходимо было спроектировать энергоэффективное освещение, которое бы элегантно вписывалось в интерьер торговой зоны. Для этого российская компания «Световые технологии» осуществила поставку светодиодных светильников LED MALL D 100. По словам Навинчандры Рангулама, премьер-министра Маврикия и сына Сивусагура Рамгулама, строительство нового терминала — самый важный проект этого года для Маврикия, И не только с точки зрения выделенных на его реализацию ресурсов. Новый терминал рассматривается как стратегический плацдарм для всего будущего развития страны. На строительство терминала общей площадью 57 тысяч квадратных метров было потрачено почти 300 миллионов долларов.